# JR東日本GV-E197系気動車
1. 客車を牽引するGV-E197形
2. SL列車に連結されるGV-E197形

GV-E197系気動車（GV-E197けいきどうしゃ）は、東日本旅客鉄道（JR東日本）の事業用気動車。

## 概要
JR東日本では発足時より、在来線車両における砕石（バラスト）輸送および散布用に、日本国有鉄道（国鉄）から継承した事業用貨車と、それを牽引するための各種機関車を使用してきたが、いずれも製造から40年近くが経過し、老朽化の進行によって置き換え時期が迫っていることに加え、気動車方式を採用することにより、機関車・貨車特有のメンテナンス方法や運転操縦を廃し、効率的なメンテナンスを可能とする目的から、これらの置き換えのために開発された。
汎用性の観点から電化・非電化区間を問わず走行可能な気動車方式を採用している。編成両端に運転台を有する気動車を連結したプッシュプル方式で編成を組むことで、機関車牽引における機回し作業が不要となっている。砕石輸送だけでなく、入換作業および回送列車の牽引車としての利用も想定されている。
資材運搬を目的とした事業用車両の気動車化は、JR東日本自社開発では初となる。

## 構造
砕石輸送用の6両編成は制御機器やエンジン、主回路などを搭載した動力車GV-E197形（Mzc）を編成両端に2両連結し、中間に砕石輸送用のホッパ車GV-E196形（Tz）を4両連結する。

### GV-E197形
両運転台構造の動力車で、基本的な車体構造は同時期に製造されたE493系電車と同一である。GV-E196形との編成を組むほか、本形式のみでの単車や重連、三重連の連結運用にも対応している。

#### 車体
オールステンレス構造で、全長21,600 mm、全幅2,800 mm、屋根高さ3,410 mmとなる。車両前面は非貫通構造で、踏切事故対策として同社の一般形電車で採用されているFRP（繊維強化プラスチック）を用いた衝撃吸収構造としており、E493系電車と同一の設計である。
車体色はレール輸送用事業車のキヤE195系気動車と統一感を持たせるため、前面FRP部分を警戒色のイエローとし、前面窓下から車体側面にかけてJR東日本のコーポレートカラーであるグリーンとブラックの帯を配している。量産先行車は車体を全周して帯を配しているのに対し、量産車は前面FRP部分と側面の一部のみに配しており、量産先行車と比べ車体側面への装飾が省略されている。車内に走行機器や主電動機を搭載しており、ルーバーを車体側面に複数設けることから、フレームや台枠などの強化を施している。床下機器の塗色は明るめの灰色に統一されており、濃灰で統一されるE493系とは印象が異なる。
車内への可搬式機器の搬入を考慮し、車両全長を営業用車両と同等の21,600 mmとしたほか、有効開口幅1,300 mmの貨物用側引戸と2,500 mmの機器搬出入口（主変換装置用）を側面両側にそれぞれ一対ずつ設けており、有効開口幅2,000 mmの機器搬出入口（空気圧縮機用）が片側に設けられている。ルーバーを車体側面に複数設けることから、フレームや台枠などの強化を施している。側面窓は量産先行車では両側に開閉可能な二段窓が両側に5か所設けられていたが、量産車では両側3か所に省略された。
灯火類はLEDとし、前照灯は車両前面上部と下部に二灯ずつ配置され、尾灯は上部に二灯配置されている。0番台のみ保守用車専用の列車防護装置発光機（黄色・赤色が一灯ずつ）と制動灯（黄色二灯）が乗務員室屋根上に設けられている。
車内には休憩室として3人掛け×2脚の座席スペースを有する。さら主変換装置（CI）、空気圧縮機（CP、ドイツ・クノールブレムゼ製 VV180-T形）や空気だめ（空気溜め≒空気タンク）、ブレーキ制御装置、蓄電池を床上搭載している。空調装置は各運転室上部に集中式のAU743形（7.0 kW ≒ 6,000 kcal/h）を1基搭載する。

#### 機器・仕様
ディーゼルエンジンの動力で発電した電力で主電動機を駆動する、いわゆるディーゼル・エレクトリック方式の電気式気動車で、走行システムはGV-E400系と同等のものを搭載する。主回路（CI28形 主変換装置）は三菱電機が担当しているほか、専用のブレーキ制御装置を同社が開発している。補助電源装置は主変換装置と一体形（デュアルモード方式）で、三相交流440Vを出力し、定格容量は100 kVA。
編成単位の運用のみならず、単車や重連などのほかにも異車種との連結も考慮し、自動連結器と密着連結器の双頭型連結器を車両前面に搭載し、電車・客車などとの協調運転を可能にするためのブレーキシステム等を備えている。車両情報管理装置はMON30を採用。
保守用車としての特殊機能を搭載し「保守用車モード」での起動が可能な0番台（1 - 4）、「保守用車モード」非搭載の100番台（101 - 110）、「保守用車モード」が非搭載かつ自動ブレーキ搭載車の被牽引に対応するための読替装置が搭載可能な200番台（201・202）が存在する。
最高運転速度は100 km/hとし、起動加速度は1.5 km/h/s、最高運転速度からの常用最大・非常ブレーキの減速度は3.6 km/h/s。

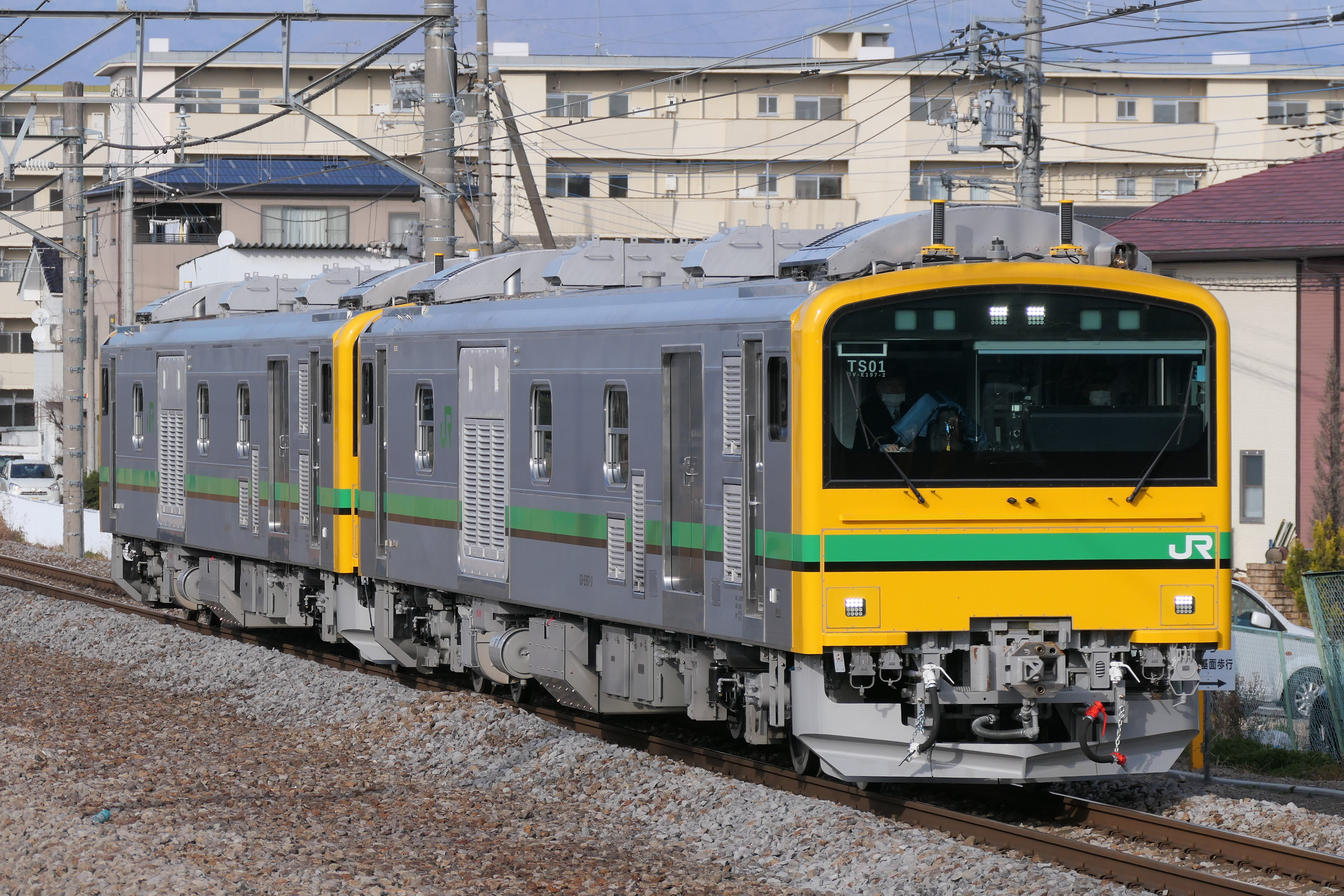
GV-E197形0番台 （2021年2月25日 井野駅 - 新前橋駅間）
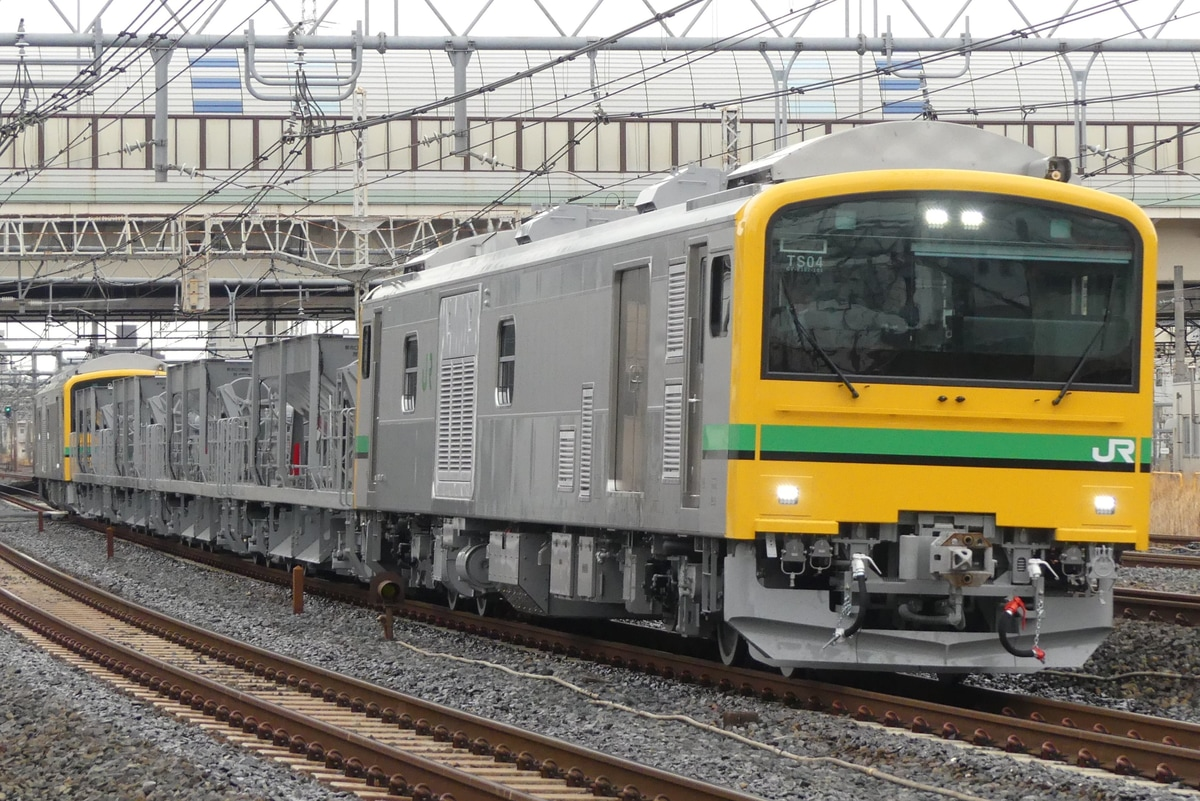
GV-E197形100番台 （2024年3月24日）
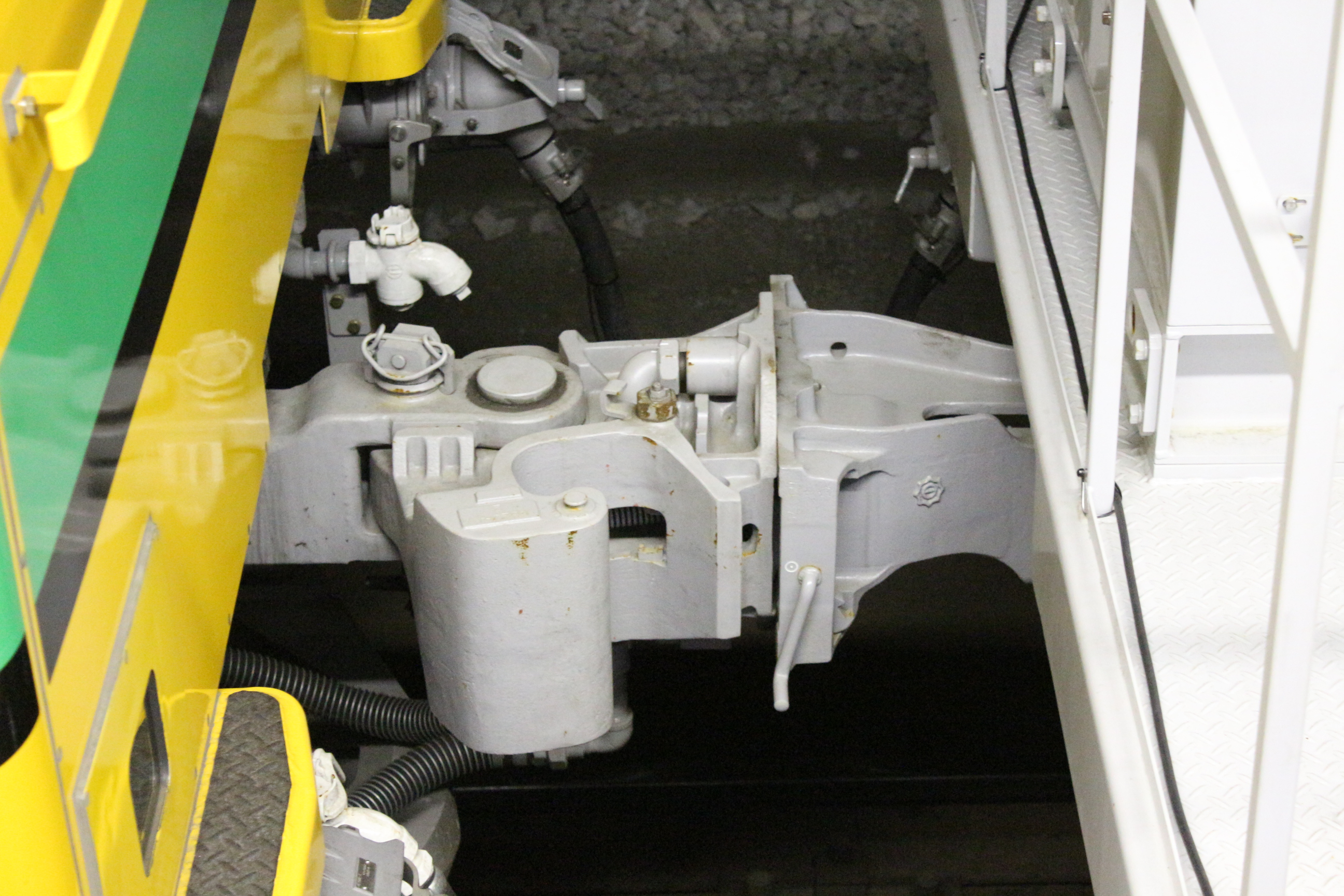
連結器 （左：GV-E197形、右：GV-E196形） （2021年5月9日 高崎駅）

### GV-E196形
砕石輸送用のホッパ車。TS01 - TS07編成の中間に4両ずつ連結される。
国鉄ホキ800形貨車の構造を基本に設計されている。車端部にGV-E197形と協調運転を行うためのブレーキ制御装置や油圧発生ユニットを搭載するため車体長がホキ800形よりも2,400 mm延長されている。散布口周辺にコンベヤ装置と軌間内自動散布機能を新たに搭載している。積載量はホキ800形と同等の30 t、18 ㎥とした。車体は普通鋼製で塗色は灰色、連結器は全車両が密着連結器を採用している。
最高運転速度、起動加速度、減速度共にGV-E197形と同一である。

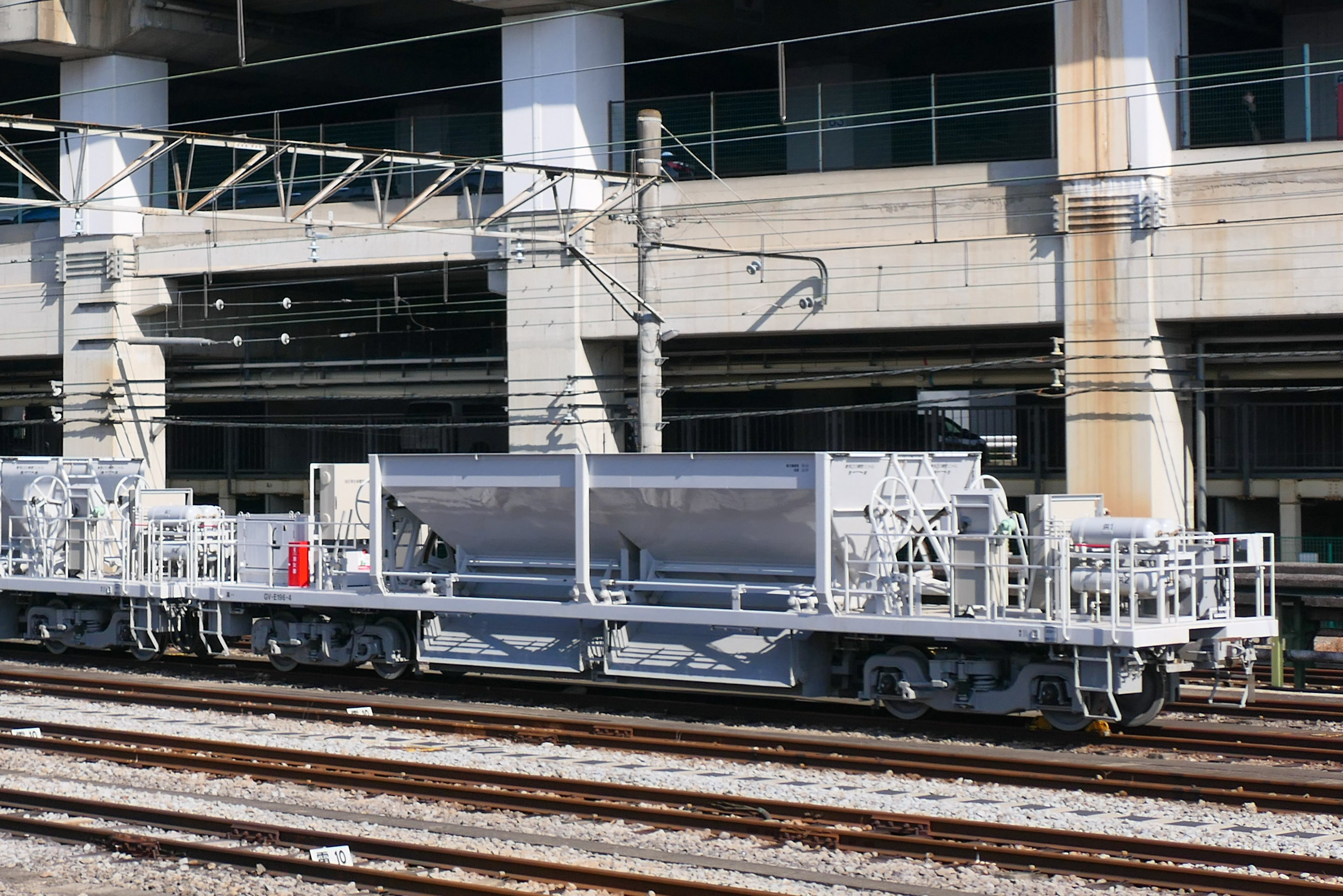
GV-E196形 （2021年2月13日 高崎駅）
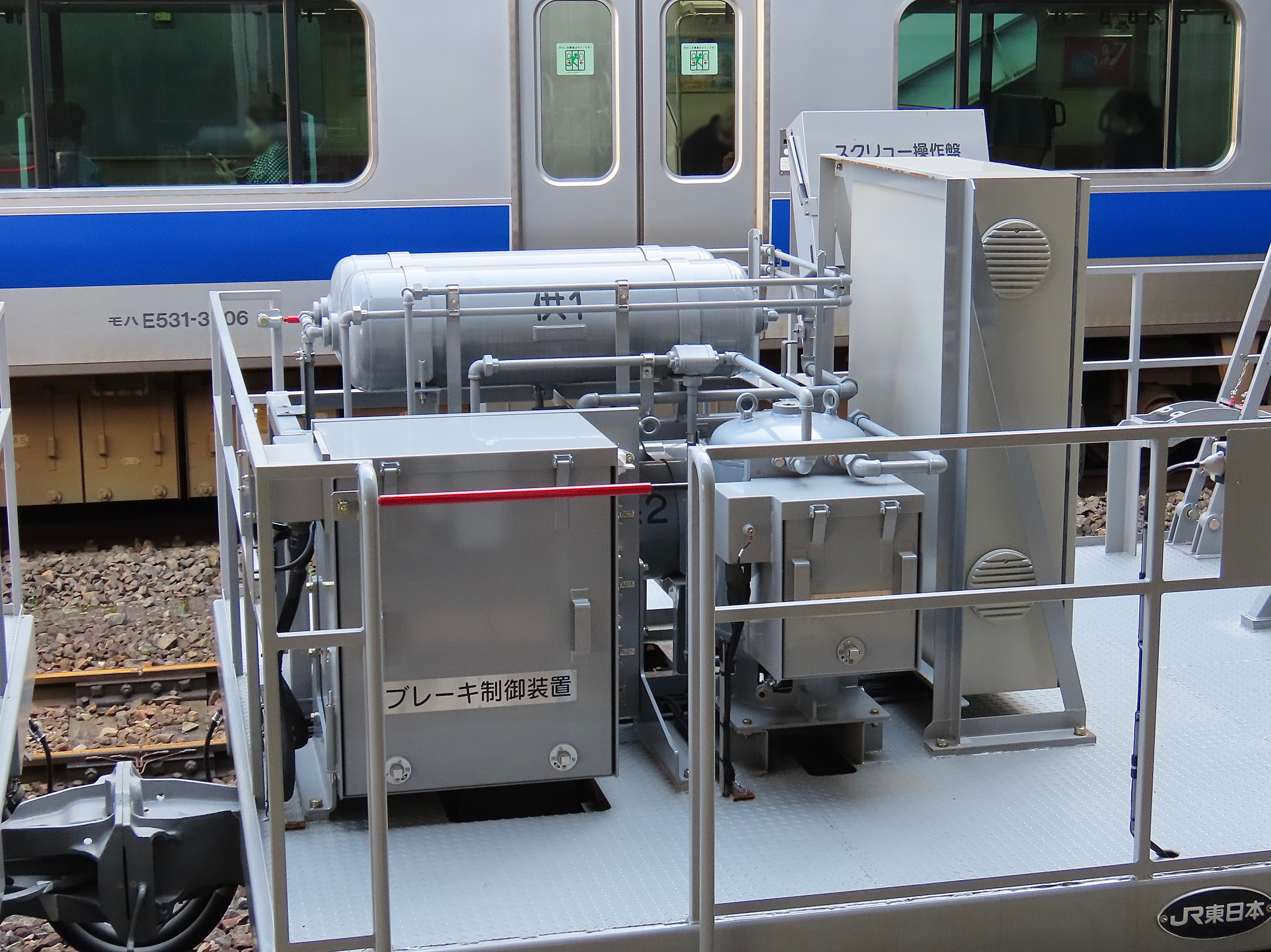
ブレーキ制御機器 （2024年3月31日）
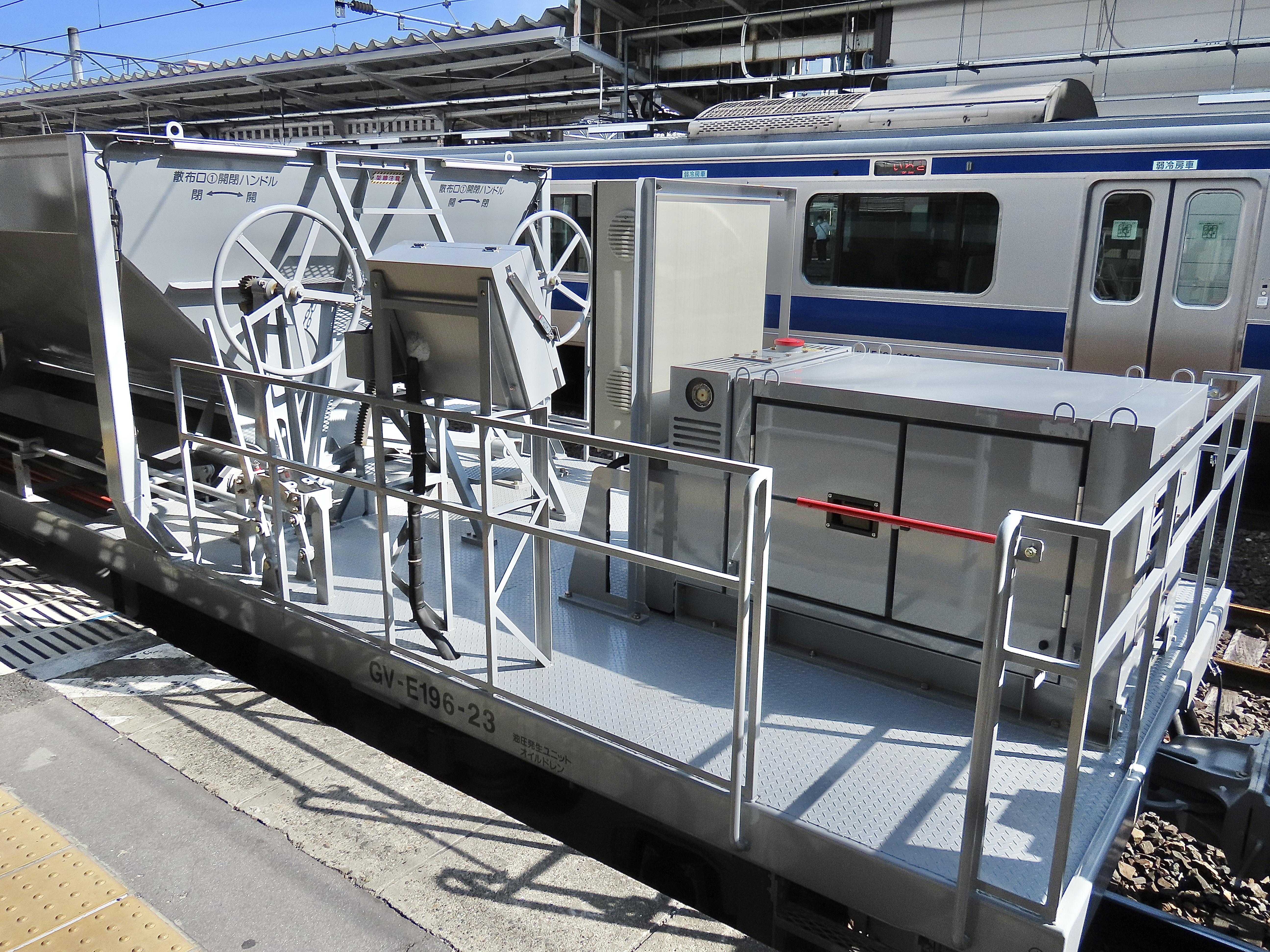
油圧発生ユニット （2024年3月31日）

## 形式
以下の2形式からなり、2両の動力車GV-E197形でホッパ車であるGV-E196形4両を挟んだ6両編成が組成される。
GV-E197形（Mzc）
牽引用の電気式気動車。非貫通運転台を有する両運転台構造となる。0番台のほか、100番台と200番台が存在する。単独および重連走行が可能。100番台および200番台は保守用車モードなし、200番台は自動空気ブレーキ被牽引対応。
GV-E196形（Tz）
砕石輸送用のホッパ車。

## 編成表
|             | ← 高崎上野 →    |                |                |                |                |                 |
|             |                 |                |                |                |                |                 |
| 形式        | GV-E197形 (Mzc) | GV-E196形 (Tz) | GV-E196形 (Tz) | GV-E196形 (Tz) | GV-E196形 (Tz) | GV-E197形 (Mzc) |
| 搭載機器    | DM・MC・CP・DE  |                |                |                |                | DM・MC・CP・DE  |
| 車両重量(t) | 58.0            | 23.3           | 23.3           | 23.3           | 23.3           | 58.0            |

- DM：主発電機
- MC：主制御装置
- CP：電動空気圧縮機
- DE：ディーゼルエンジン

## 運用
2021年（令和3年）1月、量産先行車となるTS01編成が新潟トランシスから高崎車両センター（現：ぐんま車両センター）に回送された。同年2月には、高崎線の高崎駅 - 本庄駅間で試運転を行い、同年4月に性能試験のため郡山総合車両センターに回送された。その後仙山線や中央本線、2022年（令和4年）には羽越本線や東北本線でも試運転を行っている。2022年（令和4年）5月27日には、E493系とともに報道公開が行われた。
2023年（令和5年）から翌年にかけて量産車が順次投入され、ホッパ車を含む6両編成×6本（TS02 - TS07編成）の他、非電化区間の車両の入換作業や回送列車の牽引への使用を目的に、ホッパ車のない牽引車2両（TS08編成）が製造された。
2024年（令和6年）4月2日に水郡線西金駅の砕石積込み場から水戸・千葉支社管内への砕石輸送を、同月9日から吾妻線小野上駅からの砕石輸送を開始し、これまでのDE10形ディーゼル機関車およびホキ800形貨車の運用を置き換えた。
2025年（令和7年）7月19日より、2024年（令和6年）秋季に引退したぐんま車両センター所属の電気機関車およびディーゼル機関車に代わり、200番台2両(TS08編成)が新たに設定される快速「GVぐんま横川」および「GVぐんま桐生」の牽引車として営業運転に投入された。なお、運行開始に先立ち、2024年（令和6年）から12系客車やD51 498・C61 20と連結した試運転が行われている。

## 車歴表
特記ない限り2025年（令和7年）4月1日時点。左側が高崎方、右側が上野方。
- 製造…新潟トランシス：新潟トランシス
- 配置…ぐんま：ぐんま車両センター